# Jean-Pierre Jeunet
Jean-Pierre Jeunet (født 3. september 1953 i Roanne, Frankrig) er en fransk filminstruktør. Mange af Jeunets tidligere film, skabt i et samarbejde med designeren og instruktøren Marc Caro, foregår i en dystopisk retro-fremtid, med De fortabte børns by i 1995 som kulminationen.
Successen med De fortabte børns by medførte at Jeunet blev inviteret til at instruere den fjerde film i Alien-serien, Alien: Resurrection. Selvom den blev dårligt modtaget af kritikerne, solgte Alien: Resurrection mange billetter og med en Hollywood-film i bagagen fik Jeunet frie tøjler til sit næste projekt, Amélie.
Den mere optimistiske film Amélie, som foregår i Paris-bydelen Montmartre, vandt fire Césarpriser (blandt andet for bedste film og bedste instruktør), to BAFTA priser og var nomineret til fem Oscars.
Jeunet udvælger med fuldt overlæg skuespillere med usædvanlige ansigter til sine film og anvender ofte vidvinkel-linser til at forvrænge de menneskelige udtryk og omgivelserne. Skuespilleren Dominique Pinon har medvirket i alle Jeunets fire spillefilm og Ron Perlman medvirker i både De fortabte børns by og Alien: Resurrection.

## Udvalgte film
- L' Évasion (1978; kortfilm; animateret; med Marc Caro)
- Le Manège (1980; kortfilm; med Marc Caro)
- Le Bunker de la dernière rafale (1981; kortfilm; med Marc Caro)
- Pas de repos pour Billy Brakko (1981; kortfilm; animeret)
- Foutaises (1989; kortfilm; animeret)
- Delicatessen (1991; med Marc Caro)
- De fortabte børns by (La Cité des enfants perdus) (1995; med Marc Caro)
- Alien: Resurrection (1997)
- Den fabelagtige Amélie fra Montmartre (Le fabuleux destin d'Amélie Poulain eller Amélie) (2001)
- En lang forlovelse (Un long dimanche de fiançailles) (2004)